# 이발 (1544년)
이발(李潑, 1544년 ~ 1589년 음력 12월 1일)은 조선 중기의 문신으로 자는 경함(景涵), 호는 동암(東菴), 본관은 광산이다. 제학 이중호(李仲虎)의 아들이며, 네 형제 중 둘째였다. 윤의중의 사위로 고산 윤선도의 고모부였다. 문과 알성시에 장원으로 급제하여 벼슬이 부제학에 이르렀고, 동생 이길(李洁)도 별시 을과에 아원(2등)으로 급제하여 응교에 이르렀으나, 기축옥사에 연루되어 둘 다 고문을 받던 중 사망하였다.
이발은 동인 강경파의 영수였고, 또한 북인에 속했다. 정여립을 편들고 친하게 지낸 것이 기축옥사에 연루되는 원인이 되었으며, 형제의 죽음에 이어 80대 노모와 어린 아들까지 고문으로 죽어 동인들이 원망하였고, 이는 동인의 남북 대립으로 이어졌다.

## 생애
김근공(金謹恭)과 민순(閔純)의 문하에서 배웠다.
활동
25세 때인 선조 1년(1568년)에 생원시에 급제하였고, 30세에 선조 6년(1573년) 문과 알성시에 장원으로 급제, 예조좌랑에 임명되었다.  7년 11월 1일 4번째 기사</ref> 선조 9년에는 부교리를 거쳐 헌납이 되었다.
동서분당과 화해와 반목
선조 11년(1578년)에는 동인과 서인의 문제가 불거졌다. 경연에서 선조는 강서(姜緖)의 발언으로 신하들이 동인과 서인으로 갈라져 있음을 알게 되었다. 《선조수정실록》에서는 추대받는 인물로 서인에는 정철, 동인에는 이발을 언급하였다. 이이는 동인과 서인을 화해시키려 했으나, 그러한 관계는 지속되지 못했다. 일부에서는 이발이 처음에는 이이와 정철을 스승으로 섬겼으나 후일 이들을 강하게 비판하거나 업신여기게 되었다고 하였다. 조헌은 상소를 올려 이발이 없는 사실을 꾸며 내어 정철을 모함하였다고 주장하였다. 사간원에서는 조헌의 상소를 날조라고 주장하였다.
정철은 선조 14년(1581년)에 관리를 그만두고 호남으로 물러났고, 이발은 선조 15년에 부제학, 선조 16년에는 대사간, 선조 20년에는 대사성에 임명되었다.
기축옥사
선조 22년(1589년) 음력 10월 17일 정여립이 역모의 의심을 받고 피신 중에 자결하는 사건이 발생하자 이발은 대사간직을 스스로 사퇴, 교외에서 대죄하였다. 11월 초에는 정여립과 친했던 이발을 처벌할 것을 요구하는 상소가 올라왔고, 고문에 승복한 정여립의 조카들의 자백 중에 이발이 언급되어 선조가 직접 심문하였다. 정여립의 집에서 이발의 서찰이 가장 많이 발견되었고, 그 내용이 시사를 거리끼지 않고 논하였으며 선조의 행위를 모두 알렸기에 그 벌이 심하였다. 이발은 귀양 가던 도중에 다시 옥에 갖히어 고문을 받다가 사망하였다.
이발의 동생 이길 또한 고문을 받다가 사망했다. 《선조수정실록》에 의하면, 정철은 이길의 사형을 막으려 임금에 홀로 보고하였으나 형벌을 막지 못했다. 하지만 과연 사악한 송강 정철이 진심으로 이길의 사형을 막으려고 하였을까에는 의문이 있다. 또 다른 동생인 이급(李汲)도 연좌되어 죽었고, 그 얼마 뒤 이발의 노모와 아내, 어린 아들까지 감옥에 갇혔다. 2년을 갇혀 있던 중에 이들을 심문하라는 명령이 내려졌고, 당시 위관이었던 이양원의 반대는 허락되지 않았다. 82세의 노모와 10세의 아들 모두 승복하지 않고 심문 중에 사망하였고, 이발의 가문에 화를 면한 사람은 없었다. 이발과 이길의 재산은 몰수되었다. 이들의 죽음은 서인에 대한 동인의 감정이 더욱 악화되는 계기가 되었다.

## 성품
효, 중후하고 어 경연에서 왕도를 진달하고, 기강을 진작하고, 정도와 사도를 분별하려 하였으나, 시비를 가리고 인물을 비판하기를 좋아하여 원망을 사기도 했다.

## 사후
광해군 때에 이발의 죄는 정여립과 친한 것뿐이라 하여 여러 차례 신원을 요청하였으나 선대 임금의 결정이라 하여 받아들여지지 않았다. 마침내 인조 2년(1624년) 동생인 이길과 함께 죄가 면해지고 관작이 복원되었고, 몰수한 재산은 되돌려졌다. 숙종 20년(1694년)에는 이발과 이길의 절개와 행실을 기려 그 옛 마을에 정문(旌門)을 세우게 하였다.

## 기타
동인 중진 문신 윤의중의 사위로 고산 윤선도의 고모부였다. 정여립의 옥사에 직접적인 관련이 없었음에도 연루되어 온 가족이 몰살되었기 때문에 그의 처조카 윤선도는 서인에 대한 뿌리깊은 원한과 불신을 품게 되었다.
그와 동시대에 동명이인인 또 다른 이발이라는 인물도 활동하고 있었다. 또한 정여립의 옥사를 배후에서 조종한 것은 송익필이라는 설이 있다.

## 같이 보기
- 동인
- 정여립
- 정여립의 옥사